# Schlacht bei Brunanburh
In der Schlacht bei Brunanburh im Jahre 937 siegte die Armee des Königreichs England unter Führung des englisch-sächsischen Königs Æthelstan und seinem Bruder Edmund über die vereinten Armeen des englisch-norwegischen Wikingerkönigs in England Olaf Guthfrithsson, nordisch-gälischer König von Dublin, Konstantin II., König von Alba, und Owen I., König von Strathclyde.
Obwohl heute relativ unbekannt, gilt sie als „größte einzelne Schlacht in der angelsächsischen Geschichte vor der Schlacht bei Hastings“. Michael Livingston behauptet, dass Brunanburh „das Erwachsenwerden der englischen Identität markiert“. Der Ort der Schlacht ist unbekannt, die Forschung vermutet jedoch, dass sie irgendwo auf der Wirral-Halbinsel stattfand.
Die Schlacht wird in Dutzenden von Quellen erwähnt, auf Altenglisch, Latein, Irisch, Walisisch, Isländisch und Mittelenglisch, und es gibt viele spätere Beschreibungen und Reflexionen, einschließlich derer von Alfred Lord Tennyson und Jorge Luis Borges. Eine zeitgenössische Beschreibung der Schlacht findet man in dem altenglischen Gedicht Battle of Brunanburh, erhalten in der Angelsächsischen Chronik.

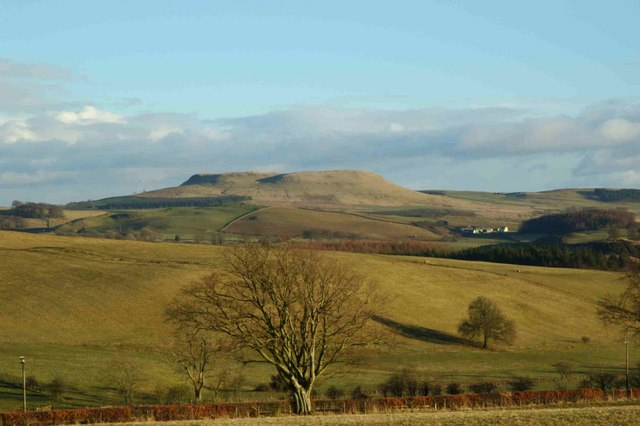
Möglicher Schlachtort am Burnswark Hill

## Die Quellen
Livingston ermittelte mindestens 53 mittelalterliche Quellen, die Hinweise auf die Schlacht enthalten, darunter wichtige Beschreibungen in der Angelsächsischen Chronik, den Schriften des anglo-normannischen Geschichtsschreibers Wilhelm von Malmesbury, den Annalen von Clonmacnoise und Snorri Sturlusons Egils saga, dessen Antiheld, Söldner und Skalde Egill Skallagrímsson, Æthelstan als treuer Krieger diente.

## Die Hintergründe
In den 870er Jahren eroberte eine Wikingerarmee, das sogenannte Große Heidnische Heer, alle angelsächsischen Königreiche bis auf Wessex. Alfred der Große, König von Wessex, und seinen Nachkommen gelang es, diese Gebiete nach und nach zurückzuerobern, unter anderem durch den Bau von befestigten Burgen, den burhs. Allerdings wurden die ehemaligen Reiche nicht wieder selbstständig, sondern zu Grafschaften innerhalb des neuen Königreichs England, das dadurch zum mächtigsten Faktor der Britischen Insel wurde. Wichtigste Gegenspieler Englands waren das schottische Königreich Alba im Norden der Insel, das gälische Königreich Strathclyde im Nordwesten Englands, das dynastisch mit Schottland verbunden war, und das Königreich Jórvík im Nordosten, das sich weiterhin in der Hand der Nordmänner befand. 921 eroberte Sitric Cáech, der nordisch-gälische Herrscher von Dublin, auch das Königreich Jorvik. In einem politischen Schachzug verheiratete Æthelstan im Jahre 926 seine Schwester mit Sitric Cáech und erhob Anspruch auf seinen Thron, als Cáech im Jahr darauf starb. Dazu musste er aber Cáechs Verwandten und Nachfolger Guthfrith vertreiben und die Wikinger 927 bei York schlagen. Nach Æthelstans Sieg erkannten König Konstantin von Schottland, König Hywel Dda von Deheubarth, Ealdorman Ealdred von Northumbria und König Owen von Strathclyde (oder Morgan ab Owain von Gwent) Æthelstans Oberhoheit in Eamont nahe Penrith an. Er wurde zum König der Engländer ausgerufen, und es folgte eine relativ friedliche Zeit.
Æthelstans erfolgreiche Invasion Schottlands im Jahre 934 erfolgte, so vermutet Johannes von Worcester, weil König Konstantin vertragsbrüchig wurde. Obwohl sie zeit ihres Lebens verfeindet waren, muss die Bedrohung durch Æthelstan groß genug gewesen sein, um eine Allianz zwischen dem König von Dublin Olaf Guthfrithsson, dem König von Schottland Konstantin II. und dem König von Strathclyde Owen I. entstehen zu lassen. Livingston merkt dazu an, „dass sie für dieses eine gemeinsame Ziel alle politischen, kulturellen, historischen und auch religiösen Differenzen beiseite schieben mussten, und ihr Ziel war die Vernichtung Æthelstans“.
Nachdem er einen rivalisierenden nordischen König im August 937 bei Limerick besiegt hatte, dessen Name in altirischen Dokumenten als Amlaíb Cenncairech verzeichnet ist, überquerte Olaf Guthfrithsson mit seiner Armee die Irische See, um sich mit den Streitkräften von Konstantin und Owen zu vereinigen, was darauf schließen lässt, dass die Schlacht bei Brunanburh wahrscheinlich Anfang Oktober jenes Jahres stattfand.
Livingston vermutet, dass die eindringenden Armeen England in zwei Wellen erreichten: Konstantin und Owen kamen aus dem Norden, möglicherweise in einige frühe Scharmützel mit Æthelstan-treuen Kräften verwickelt, während sie der Römerstraße durch Lancashires Ebenen zwischen Carlisle und Manchester folgten, auf der Olafs Streitkräfte unterwegs zu ihnen stießen. Es ist möglich, spekuliert Livingston weiter, dass das zukünftige Schlachtfeld bei Brunanburh
in stillem Einvernehmen mit Æthelstan gewählt wurde: „Eine Auseinandersetzung war nicht zu vermeiden, und der Sieger gewann England.“

## Die Schlacht
Die mittelalterlichen Berichte über die Schlacht sind zu ungewiss, als dass man ihren Ablauf mit Sicherheit nachvollziehen könnte, aber die Quellen beschreiben sie übereinstimmend als ein gewalttätiges und blutiges Zusammentreffen, selbst unter Berücksichtigung der Kriegsführung des Mittelalters.
Das berühmte Gedicht über die Schlacht in der Angelsächsischen Chronik, aufgezeichnet in Altenglisch, der Sprache der angelsächsischen Bewohner Englands, rühmt am Anfang die beiden englischen Helden und nennt den Ort der Schlacht: Brunanburh.
Her Æþelstan cyning, eorla dryhten,

beorna beaggifa, and his broþor eac,

Eadmund æþeling, ealdorlangne tir

geslogon æt sæcce sweorda ecgum

ymbe Brunanburh. Bordweal clufan,

heowan heaþolinde hamora lafan,

afaran Eadweardes, …
Einst erlangten König Æthelstan, Herr der Grafen,

Ringgeber der Männer, und auch sein Bruder

Prinz Edmund, ewigen Ruhm;

erkämpft in der Schlacht mit der Schärfe des Schwertes

bei Brunanburh. Sie zersplitterten den Schildwall,

zerschlugen die hölzernen Schilde mit Äxten,

die Söhne Edwards, …
Das Gedicht erzählt dann vom Sieg der Helden und von der Niederlage der Eindringlinge. Einige Zeilen lassen darauf schließen, dass sich die Schlacht über die Dauer eines ganzen Tages erstreckte.

Am Ende stand der Tod von fünf Königen und sieben von Olafs Grafen, dazu noch (oder darunter) Konstantins Sohn Cellach:
… Fife lægun

on þam campstede cyningas geonge,

sweordum aswefede, swelce seofene eac

eorlas Anlafes, unrim herges,

flotan and Sceotta. Þær geflemed wearð

Norðmanna bregu, nede gebeded,

to lides stefne litle weorode;

cread cnear on flot, cyning ut gewat

on fealene flod, feorh generede.

Swelce þær eac se froda mid fleame com

on his cyþþe norð, Constantinus,

har hilderinc, hreman ne þorfte

mæca gemanan; he wæs his mæga sceard,

freonda gefylled on folcstede,

beslagen æt sæcce, and his sunu forlet

on wælstowe wundun forgrunden,

geongne æt guðe. …
… Fünf lagen (tot)

auf dem Schlachtfeld, junge Könige,

schlafen geschickt durch das Schwert, dazu noch sieben

von Anlafs Grafen, unzählige des Heeres,

Schiffsleute und Schotten. Da wurde vertrieben

der Herrscher der Nordmänner, der Not gehorchend,

zum Bug des Schiffes; mit wenig Besatzung

drängte er das Schiff in See, der König fuhr hinaus

in die düsteren Fluten um sein Leben zu retten.

Ebenso wandte sich auch der Alte zur Flucht

zu seiner Heimat im Norden. Konstantin,

der grauhaarige Kämpe, konnte nicht jubeln über

das große Treffen; er war seiner Verwandten beraubt,

seine Freunde niedergemacht auf dem Schlachtfeld,

getötet im Kampf, und seinen Sohn ließ er zurück

auf der Walstatt von Wunden zerschunden,

(zu) jung in der Schlacht. …
Æthelweards Chronik, im Jahre 975 oder später fertiggestellt, erwähnt, dass die Schlacht bei den Menschen jener Zeit noch immer „der große Krieg“ genannt wurde.

Auch dieses Gedicht bestätigt am Ende nochmals die Einmaligkeit der Schlacht. Zuvor kehren die siegreichen Helden nach Hause zurück und die Invasoren sterben praktisch ein zweites Mal, indem ihre unbestatteten Körper den wilden Tieren zum Fraß dienen:
wilce þa gebroþer begen ætsamne,

cyning and æþeling, cyþþe sohton,

Wesseaxena land, wiges hremige.

Letan him behindan hræw bryttian

saluwigpadan, þone sweartan hræfn,

hyrnednebban, and þone hasupadan,

earn æftan hwit, æses brucan,

grædigne guðhafoc and þæt græge deor,

wulf on wealde. Ne wearð wæl mare

on þis eiglande æfre gieta

folces gefylled beforan þissum

sweordes ecgum, þæs þe us secgað bec,

ealde uðwitan, siþþan eastan hider

Engle and Seaxe up becoman,

ofer brad brimu Brytene sohtan,

wlance wigsmiþas, Wealas ofercoman,

eorlas arhwate eard begeatan.
Auch die Brüder, beide zusammen,

König und Prinz, kehrten in ihre Heimat zurück,

in das Westsächsische Land, die Schlacht rühmend.

Hinter sich ließen sie die Leichen, überlassen

dem dunkelgekleideten, dem schwarzen Raben,

dem spitzschnäbligen und aschfarbenen,

dem weißschwänzigen Adler, der das Aas verzehrt,

dem hungrigen kampfstarken Habicht und dem grauen Tier,

dem Wolf aus dem Wald. Nie gab es ein größeres Gemetzel

auf dieser Insel, niemals wieder

(und) nie zuvor wurden so viele Menschen getötet

durch die Schärfe des Schwertes, so erzählen uns die Bücher

und die alten Weisen, seit von Osten hierher

Angeln und Sachsen herüber kamen,

über die breite See Britannien zu suchen,

prächtige Schlachtenschmiede, die die Kelten überwanden,

stolze Herren, die das Land in Besitz nahmen.
Die Annalen von Ulster beschreiben die Schlacht in ähnlicher Weise:
Ein gewaltiger Krieg, beklagenswert und schrecklich, wurde grausam zwischen den Sachsen und den Nordmännern geführt. Viele Tausende von Nordmännern ohne Zahl starben, während König Anlaf mit ein paar Männern entkam. Obwohl auf der anderen Seite auch eine große Zahl von Sachsen fiel, trug Aethelstan, König der Sachsen, einen großen Sieg davon.
Die ausführlichste Liste über jene, die in der Schlacht getötet wurden, ist in den Annalen von Clonmacnoise enthalten. Sie benennt etliche Könige und Prinzen.

## Der Ort der Schlacht

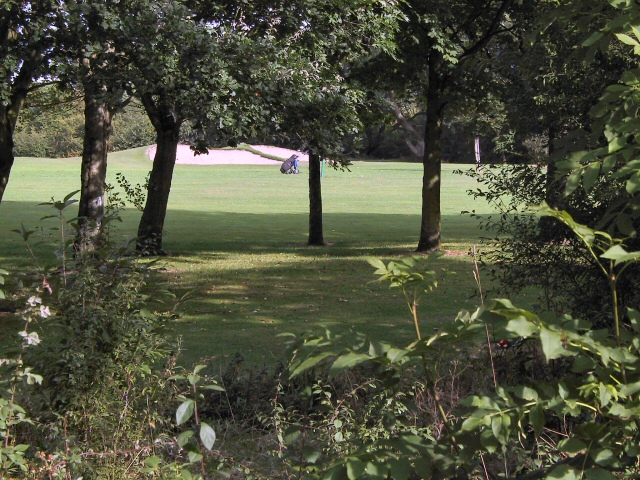
Der Brackenwood-Golfplatz bei Bebington

Die Ortsbezeichnung der Schlacht erscheint in den Quellen in den unterschiedlichsten Formen: Brunanburh (in der Angelsächsischen Chronik, in der Chronik von Johannes von Worcester oder in darauf aufbauenden Beschreibungen), Brunandune (in Aethelweards Chronik), Brunnanwerc oder Bruneford oder Weondune (bei Symeon von Durham und darauf aufbauenden Beschreibungen), Brunefeld oder Bruneford (bei Wilhelm von Malmesbury und darauf aufbauenden Beschreibungen), Duinbrunde (in schottischen Überlieferungen), Brun (in walisischen Überlieferungen), plaines of othlynn (in den Annalen von Clonmacnoise) und Vinheithr (in Egils Saga) und verschiedene andere.
Der Name Bromborough, eine Ortschaft in der Metropolitan Borough of Wirral, könnte vom altenglischen Brunanburh abgeleitet sein (was so viel wie „Bruns Burg“ bedeutet). Da der Ort vielleicht niemals mit Sicherheit gefunden werden kann, wurden weitere Anhaltspunkte für die Verbindung von Brunanburh mit Bromborough geprüft, die ihre Beweiskraft aus Geschichte, Volkskunde und Literatur herleiten. Nach Michael Livingston findet die These, die für einen Ort auf der Wirral-Halbinsel spricht, große Unterstützung unter den heutigen Historikern. Zusätzliche onomastische Argumente wurden herangezogen, um einen Bezug zwischen Dingesmere (einer Ortsbezeichnung, die in Verbindung mit der Schlacht in der Angelsächsischen Chronik genannt wird) und Thingwall auf dem Wirral herzustellen, was ebenfalls die Brunanburh-Bromborough-These erhärten soll. Weil die frühesten Quellen in der Angelsächsischen Chronik berichten, dass die Schlacht „ymbe Brunanburh“ („bei Brunanburh“) stattgefunden haben soll, wurden zahlreiche Orte auf dem Wirral nahe Bromborough als möglicher Kampfplatz aufgeboten, einschließlich des Brackenwood-Golfplatzes in Bebington / Wirral.
Obwohl heute anscheinend viele Wissenschaftler eine „nahe Bromborough“-Lage billigen, wurden in der Vergangenheit Dutzende von anderen denkbaren Schauplätzen vorgeschlagen. Paul Hill hat über dreißig Möglichkeiten ermittelt, von denen einige immer noch von lokalen Interessengruppen (siehe Diskussion zu Shelfield Hill weiter unten) oder von Einzelpersonen verteidigt werden. Die Vermutung, dass es sich bei den Gegnern von Bromborough um Vertreter einer Randmeinung handelt, ist allerdings irreführend. Michael Wood, ein angesehener Historiker, der vor kurzem einen Artikel im Yorkshire Archaeological Journal veröffentlicht hat, kritisiert die Argumente für Bromborough und schlägt einen Ort in der Nähe des Flusses Went in South Yorkshire vor. Andrew Breeze ist ein führender Philologe, der in einem demnächst erscheinenden Artikel für Lanchester plädiert und behauptet, die etymologischen Argumente für Bromborough seien fehlerhaft. Kevin Halloran hat mehrere Artikel über jenen Zeitraum in führenden akademischen Zeitschriften veröffentlicht, plädiert für eine Lage im Süden von Schottland und hat eine Reihe von detaillierten Kritikpunkten bezüglich Bromborough aufgezeigt. Tim Clarkson hat eine Reihe von vielbeachteten Büchern über Strathclyde veröffentlicht und hat angemerkt, dass die logistischen Kapazitäten der nördlichen Königreiche von Alba und Strathclyde für einen Feldzug so weit in den Süden (bis zum Wirral) nicht ausgereicht hätten. Die anderen Alternativen sind:
- Laughton-en-le-Morthen oder Laughton Common – South Yorkshire
- Andere Orte in Merseyside:
  - Newton-le-Willows, St Helens
- Orte in Northumberland
- Burnswark in Dumfries and Galloway in Südwest-Schottland[29]
- Tinsley in South Yorkshire[30]
- In der Nähe des Humber in Yorkshire/Lincolnshire
- Axminster in Devon.[31]
- Orte in Lancashire:
  - Livesay. Die Livesay Historical Society sagt, dass die Namen Livesay und Livesey von dem verbreiteten angelsächsischen Nachnamen Lēofsige abstammen (was „geliebter Sieg“ oder „Der, dessen Sieg geliebt wird“ bedeutet), und dass der Name in Verbindung mit der Schlacht bei Brunanburh steht. Zur etymologischen Herleitung gibt es aber auch Gegenmeinungen.
  - Burnley. Im Jahre 1856 veröffentlichte der Rektor des Gymnasiums Burnley und Antiquar Thomas T. Wilkinson eine Abhandlung, in der er die Moore oberhalb Burnleys als Ort der Schlacht vorschlug, und er wies darauf hin, dass die Stadt am Fluss Brun liegt.[32] Eine örtliche Überlieferung erzählt von einer großen Schlacht bei Saxifield während der Heptarchie, untermauert von gelegentlichen Funden offenbar menschlicher Knochen und eiserner Pfeilspitzen. Im Dorf Worsthorne gibt es eine Legende, nach der die Dänen Verteidigungsanlagen errichteten, als im gleichnamigen Moor eine Schlacht stattfand, und dass fünf Könige unter Grabhügeln in der Umgebung begraben wurden.

Obwohl er am Brun keine burh zweifelsfrei identifizieren konnte, verwies er auf die Arbeit von Thomas Whitaker Dunham, der aufgelistet hatte, was seiner Meinung nach eine große Anzahl von Erdwerken war. Einige wie Castercliff, Twist Burg und Ringstones Camp hielt er für römischen Ursprungs, was aber die historische Bedeutung der Gegend deutlich machte. Andere, wie Schanzen auf Broad Bank Hill bei Burwains Farm, und Bonfire Hill, ein mögliches Lager auf Shelfield Hill nahe dem viktorianischen Walton-Turm, und Deiche bei Saxifield, Thieveley, Ree Lees, und Broadclough in der Nähe von Bacup, zeugten seiner Meinung nach von militärischer Aktivität im fraglichen Zeitraum. Er zeigte auch, dass der Stadtteil Heasandford nach einer Furt durch den Fluss Brun benannt wurde, die auf einer historischen trans-penninen Route liegt, welche im Volksmund als „der lange Damm“ bekannt ist, teilweise auch als „Straße der Dänen“. Er stellte eine Vielzahl von Zusammenhängen zwischen alten Namen und heutigen Orts- und Flurnamen her, so beispielsweise, dass Cuerdale Hoard (= Hort) nach einer dänischen Kriegskasse benannt wurde, die während der Schlacht verlorenging. Seine Arbeit wurde in der Folgezeit durch eine Reihe von lokalen Autoren erweitert, und neue Informationen wurden hinzugefügt. Obwohl die meisten der genannten Orte inzwischen als viel älter eingestuft wurden, stößt die Geschichte immer noch auf Interesse.
Symeon von Durham nannte Brunanburh 'Wendune', und dieses Wen-Element hat sich im Namen des Dorfes Winwall erhalten, das nahe dem Schlachtfeld liegt (in der Nähe von Colne), ebenso steht es in Beziehung zu 'Vinheath’ in der Egils Saga. Sowohl '-heath’ (Heide) als auch '-dune' (Düne) beziehen sich auf das weite, gehobene Land, auf dem das Feld liegt, ebenso wie das Wort „dun“ (Düne) ´durchweg für einen flachen Hügel mit einer breiten Kuppe verwendet wird, der einen guten Siedlungsort im offenen Gelände darstellt.´(Margaret Gelling). Ein Name für den Kampfplatz auf den „Ebenen von Othlynn“ (Annalen von Clonmacnoise) wurde in Beziehung gesetzt zu dem Ort Othlei aus dem Domesday Book, ein alter Name für Otley.
Dies sind nicht die einzigen genannten Orte, aber diejenigen, die am häufigsten im Gespräch sind.

## Die Auswirkungen

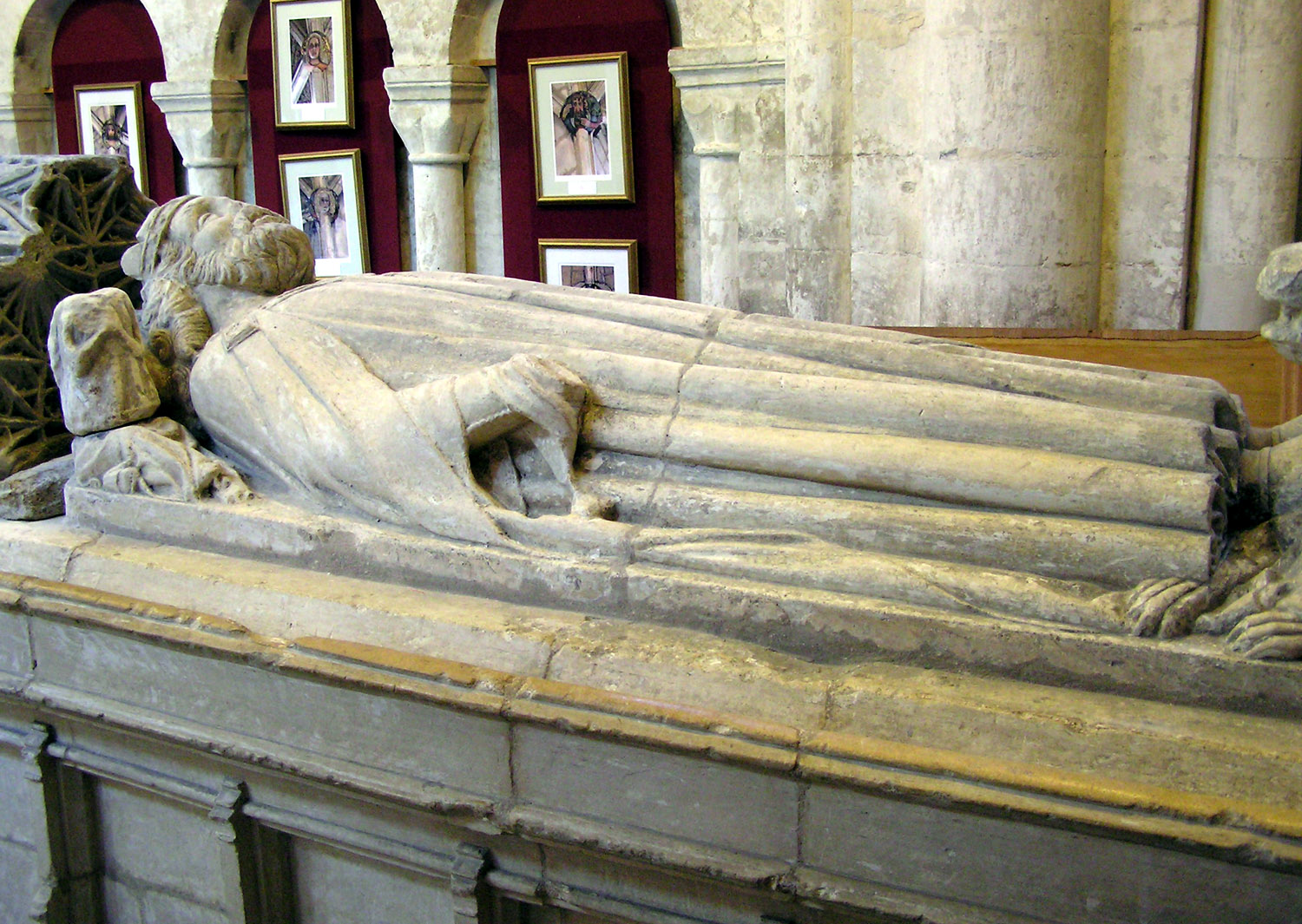
Der Sarkophag König Æthelstans in der Abtei von Malmesbury

Æthelstans Sieg über die vereinigte nordisch-gälische Armee sicherte ihm England als vollständig vereinigtes Königreich. Jedoch war er militärisch geschwächt, und die Schlacht zwang alle beteiligten Parteien der Britischen Inseln, sich in ihren jeweiligen Positionen zu konsolidieren.
Die Schlacht bei Brunanburh hat noch immer eine große Präsenz in Malmesbury, Wiltshire, 320 km südlich von allen vorgeschlagenen Orten. Die Einwohnerschaft von Malmesbury kämpfte für König Æthelstan, und er gewährte ihnen fünf Hides Land (2,4 km²) und machte sie alle zu Freimännern. Es wurde eine Organisation gegründet, die noch heute existiert: die Warden and Freemen of Malmesbury, und in ihren Zeremonien wird an Æthelstan erinnert. Als Æthelstan starb, wurde sein Leichnam von Gloucester nach Malmesbury überführt und dort begraben.

## Rezeption
Die Schlacht ist das zentrale Ereignis im 13. und letzten Band von Bernard Cornwells Uhtred-Saga (englisch: War Lord). Cornwell erklärt den festgelegten Schlachtort und den Sieg der Angelsachsen mit der Überheblichkeit der Invasoren und der besseren Taktik seines Helden Uhtred von Bebbanburg.

## Weiterführende Literatur
- Andrew Breeze: The Battle of Brunanburh and Welsh tradition. In: Neophilologicus. 83. Jahrgang, 1999, S. 479–82, doi:10.1023/A:1004398614393.
- Alistair Campbell: Skaldic Verse and Anglo-Saxon History. In: Dorothea Coke Memorial Lecture. Viking Society for Northern Research, 17. März 1970, abgerufen am 25. August 2009.
- Bernard Cornwell: War Lord. HarperCollins, 2020, ISBN 978-0-00-818395-0. bzw. deutsch Bernard Cornwell: Der Herr der Schlacht. Rowohlt, 2021, ISBN 978-3-499-00615-9.
- Paul Cavill, Stephen Harding and Judith Jesch: Revisiting Dingesmere. In: Journal of the English Place Name Society. 36. Jahrgang, 2004, S. 25–38 (nottingham.ac.uk [PDF]).
- Sarah Foot: Where English becomes British: Rethinking Contexts for „Brunanburh“. In: Julia Barrow, Andrew Wareham: Myth, Rulership, Church and Charters: Essays in Honour of Nicholas Brooks. Ashgate, Aldershot 2008, S. 127–44.
- Kevin Halloran: The Brunanburh Campaign: A Reappraisal. In: Scottish Historical Review. 84. Jahrgang, Nr. 2, 2005, S. 133–48, doi:10.3366/shr.2005.84.2.133.
- Nicolas J. Higham: The Context of Brunanburh. In: A.R. Rumble, A.D. Mills: Names, Places, People. An Onomastic Miscellany in Memory of John McNeal Dodgson. Paul Watkins, Stamford 1997, S. 144–56.
- Michael Livingston: The Battle of Brunanburh: A Casebook. University of Exeter Press, Exeter 2011, ISBN 978-0-85989-863-8.
- J.D. Niles: Skaldic Technique in Brunanburh. In: Scandinavian Studies. 59. Jahrgang, 1987, S. 356–66.
- P. Orton: On the Transmission and Phonology of The Battle of Brunanburh. In: Leeds Studies in English. 24. Jahrgang, 1994, S. 1–28.
- Michael Wood: Brunanburh Revisited. In: Saga Book of the Viking Society for Northern Research. 20. Jahrgang, Nr. 3, 1980, S. 200–217.
- Tinsley Wood. In: Michael Wood: In Search of England. London 1999, S. 203–21.